# Rudolická hornatina
Rudolická hornatina je geomorfologický okrsek ve střední části Krušných hor v okresech Chomutov a Most.

## Poloha a sídla
Na severu je okrsek uměle vymezen státní hranicí s Německem. Přibližně v místech hraničního přechodu mezi Deutschneudorfem a Novou Vsí v Horách se hranice stáčí směrem na jih k Dřevařskému rybníku, odkud pokračuje údolím Černického potoka k úpatí hor. Podél něj vede k Vysoké Peci, u které se stočí podél Kundratického potoka k severu a u Pyšné znovu na západ. Dále hranici přibližně vymezují vesnice Boleboř a Orasín a údolí Bíliny. Od samoty Nový Dům hranice obejde západní úbočí Jeleního vrchu a pokračuje k zaniklé osadě Pohraniční. Dalšími významnějšími sídly jsou Kalek, Brandov a Hora Svaté Kateřiny u hranice s Německem.

## Geologie
Z hornin v Rudolické hornatině převažují starohorní až prvohorní ortoruly, méně pararuly. Z třetihorních vulkanických hornin je významný rozsáhlý relikt bazaltového příkrovu na Kamenném vrchu jižně od Brandova.

## Geomorfologie

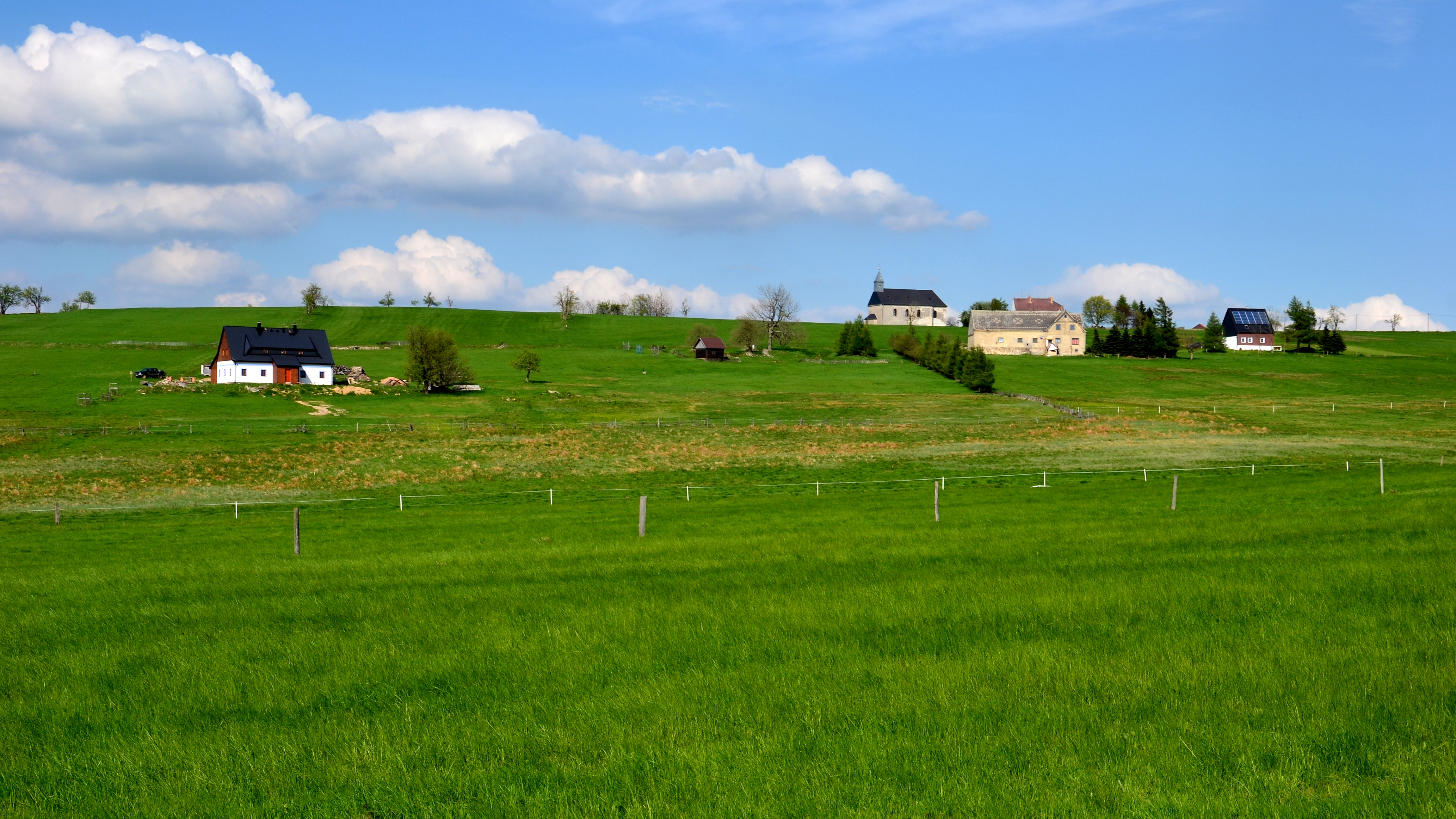
Vrcholová plošina v okolí Malého Háje

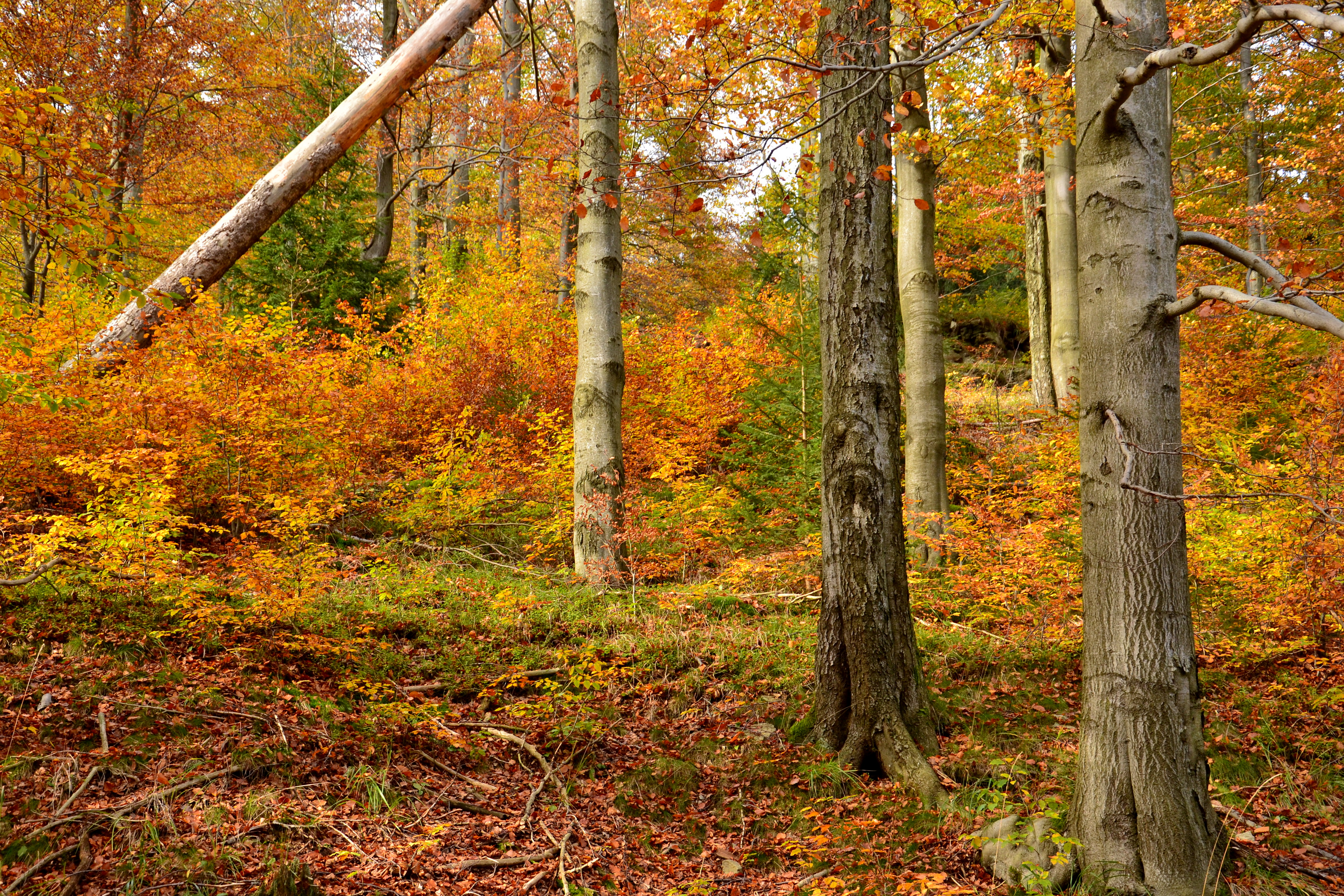
Přírodí rezervace Buky a Javory v Gabrielce

Rudolickou hornatinu tvoří strukturně denudační plošiny a hřbety. Okrsek se mírně svažuje směrem k Brandovu, u kterého se nalézá mělká pánev s černouhelnými slojemi z mladších prvohor. Uhlí se těžilo v dole Zdař Bůh v letech 1826–1924, po kterém zůstala asi 200 metrů dlouhá halda s výskytem prachovců s otisky rostlin.
V geomorfologickém členění má okrsek označení IIIA-2B-2. Sousedí s geomorfologickými okrsky Přísečnickou hornatinou, Bolebořskou vrchovinou a Novoveskou hornatinou a na jihovýchodě s geomorfologickým podcelkem Chomutovsko-teplickou pánví.

### Vrcholy
Nejvyšším vrcholem Rudolické hornatiny je Medvědí skála (923 m n. m.) asi čtyři kilometry jihovýchodně od Hory Svaté Kateřiny. Další vrcholy jsou:
- Leseňská pláň (921 m),
- Mezihořský vrch (916 m),
- Kamenná hůrka (878 m),
- Jedlová (853 m),
- Kamenný vrch (842 m),
- Jezeří (707 m).

## Ochrana přírody
V Rudolické hornatině se nachází několik maloplošných zvláště chráněných území: jedna část přírodní památky Prameniště Chomutovky (dříve též Bučina na Kienhaidě), přírodní rezervace Buky a javory v Gabrielce a národní přírodní rezervace Jezerka. Do západní části také okrajově zasahuje přírodní park Bezručovo údolí.